# Luboš Kohoutek
Luboš Kohoutek (n. 29 ianuarie 1935, Zábřeh⁠(d), regiunea Olomouc, Cehia – d. 30 decembrie 2023, Hamburg-Bergedorf, Hamburg, Germania) a fost un astronom ceh. 
Kohoutek s-a interesat de astronomie încă din liceu. A studiat fizica și astronomia la universitățile din Brno și din Praga, studii terminate în 1958. Apoi a început să lucreze la Institutul de Astronomie al Academiei Cehoslovace de Științe, unde a publicat un catalog, citat adesea: „Catalog al nebuloaselor planetare galactice” (1967) (titlul original, în engleză: Catalogue of Galactic Planetary Nebulae, 1967). 
Kohoutek a obținut un post permanent la observatorul din Hamburg-Bergedorf. După înăbușirea Primăverii de la Praga de către trupele Tratatului de la Varșovia (cu excepția României), din august 1968, Kohoutek a hotărât să rămână în Republica Federală Germania (1970). Descoperirile sale din anii 1970 l-au făcut foarte cunoscut în Mass Media. Mai târziu, Kohoutek a lucrat în observatoare din Spania și în Chile, studiind nebuloasele planetare. S-a pensionat în 2001. Kohoutek a publicat 162 de articole științifice.

## Descoperiri astronomice

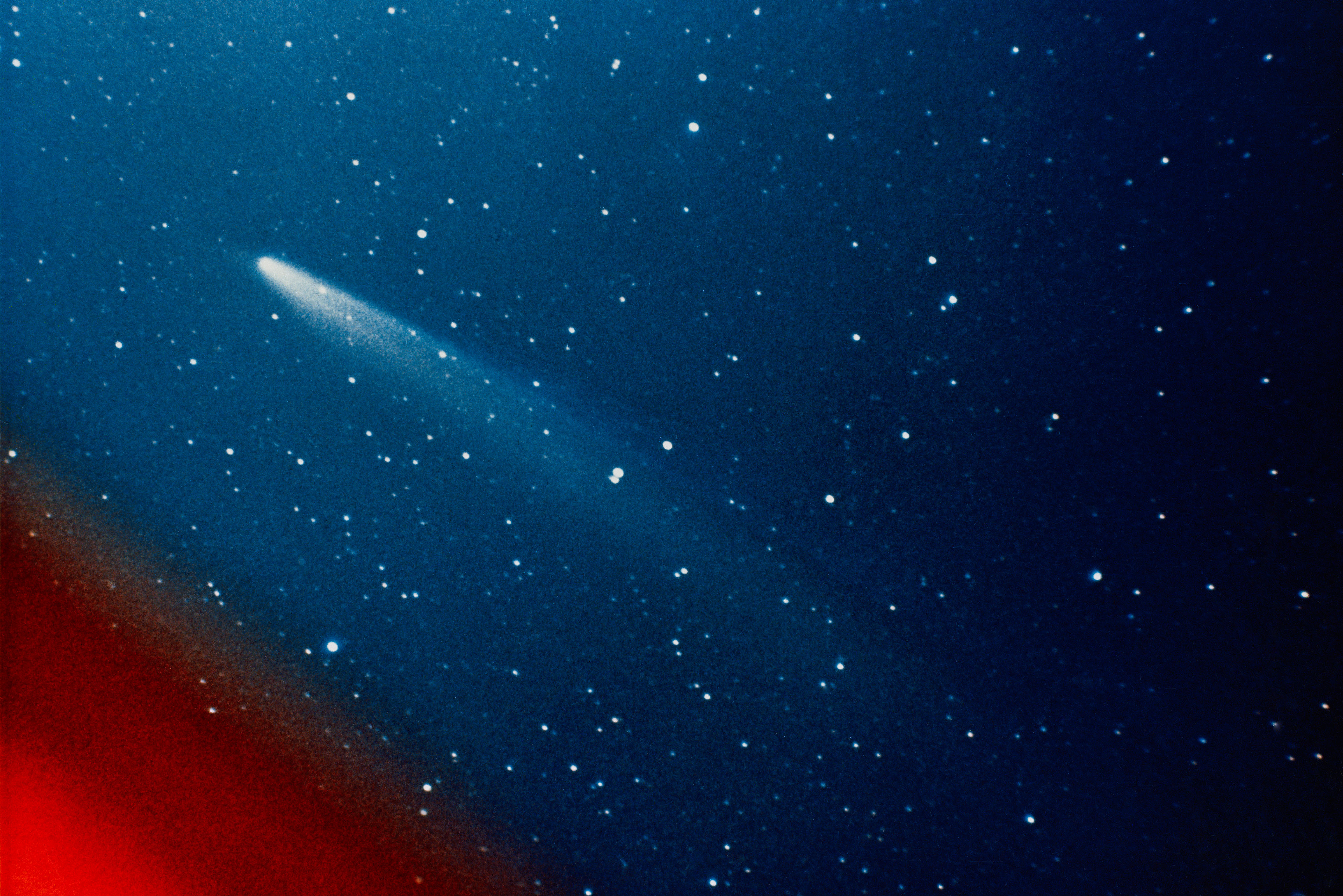
Fotografia color a Cometei Kohoutek, realizată pe 11 ianuarie 1974.

Kohotek este cunoscut mai cu seamă pentru descoperirile sale comete, dintre care cometele periodice 75D/Kohoutek și 76P/West-Kohoutek-Ikemura, cât și celebra și tulburătoarea « Cometă Kouhotek » (C/1973 E1), cu perioadă lungă.
A descoperit și numeroși asteroizi, între care asteroidul Apollo, 1865 Cerberus.
Asteroidul 1850 Kohoutek a fost denumit în onoarea sa.
| Asteroizi descoperiți de Luboš Kohoutek: 75 | Asteroizi descoperiți de Luboš Kohoutek: 75 |
| ------------------------------------------- | ------------------------------------------- |
| 1834 Palach                                 | 22 august 1969                              |
| 1840 Hus                                    | 26 octombrie 1971                           |
| 1841 Masaryk                                | 26 octombrie 1971                           |
| 1842 Hynek                                  | 14 ianuarie 1972                            |
| 1843 Jarmila                                | 14 ianuarie 1972                            |
| 1861 Komenský                               | 24 noiembrie 1970                           |
| 1865 Cerberus                               | 26 octombrie 1971                           |
| 1875 Neruda                                 | 22 august 1969                              |
| 1894 Haffner                                | 26 octombrie 1971                           |
| 1895 Larink                                 | 26 octombrie 1971                           |
| 1896 Beer                                   | 26 octombrie 1971                           |
| 1897 Hind                                   | 26 octombrie 1971                           |
| 1898 Cowell                                 | 26 octombrie 1971                           |
| 1899 Crommelin                              | 26 octombrie 1971                           |
| 1901 Moravia                                | 14 ianuarie 1972                            |
| 1931 Čapek                                  | 22 august 1969                              |
| 1932 Jansky                                 | 26 octombrie 1971                           |
| 1933 Tinchen                                | 14 ianuarie 1972                            |
| 1942 Jablunka                               | 30 septembrie 1972                          |
| 1963 Bezovec                                | 9 februarie 1975                            |
| 1995 Hajek                                  | 26 octombrie 1971                           |
| 1999 Hirayama                               | 27 februarie 1973                           |
| 2047 Smetana                                | 26 octombrie 1971                           |
| 2055 Dvořák                                 | 19 februarie 1974                           |
| 2073 Janáček                                | 19 februarie 1974                           |
| 2281 Biela                                  | 26 octombrie 1971                           |
| 2375 Radek                                  | 8 ianuarie 1975                             |
| 2407 Haug                                   | 27 februarie 1973                           |
| 2418 Voskovec-Werich                        | 26 octombrie 1971                           |
| 2472 Bradman                                | 27 februarie 1973                           |
| 2541 Edebono                                | 27 februarie 1973                           |
| 2667 Oikawa                                 | 30 octombrie 1967                           |
| 2767 Takenouchi                             | 30 octombrie 1967                           |
| 2838 Takase                                 | 26 octombrie 1971                           |
| 2900 Luboš Perek                            | 14 ianuarie 1972                            |
| 2901 Bagehot                                | 27 februarie 1973                           |
| 3081 Martinůboh                             | 26 octombrie 1971                           |
| 3109 Machin                                 | 19 februarie 1974                           |
| 3303 Merta                                  | 30 octombrie 1967                           |
| 3336 Grygar                                 | 26 octombrie 1971                           |
| 3337 Miloš                                  | 26 octombrie 1971                           |
| 3407 Jimmysimms                             | 28 februarie 1973                           |
| 3475 Fichte                                 | 4 octombrie 1972                            |
| 3514 Hooke                                  | 26 octombrie 1971                           |
| 3627 Sayers                                 | 28 februarie 1973                           |
| 3635 Kreutz                                 | 21 noiembrie 1981                           |
| 3769 Arthurmiller [1]                       | 30 octombrie 1967                           |
| 3825 Nürnberg                               | 30 octombrie 1967                           |
| 4137 Crabtree                               | 24 noiembrie 1970                           |
| 4425 Bilk                                   | 30 octombrie 1967                           |
| 5268 Černohorský                            | 26 octombrie 1971                           |
| (6215) 1973 EK                              | 7 martie 1973                               |
| (6431) 1967 UT                              | 30 octombrie 1967                           |
| (6680) 1970 WD                              | 24 noiembrie 1970                           |
| (7044) 1971 UK                              | 26 octombrie 1971                           |
| 7806 Umasslowell                            | 26 octombrie 1971                           |
| (8606) 1971 UG                              | 26 octombrie 1971                           |
| (8607) 1971 UT                              | 26 octombrie 1971                           |
| (8779) 1971 UH1                             | 26 octombrie 1971                           |
| (9513) 1971 UN                              | 26 octombrie 1971                           |
| (10003) 1971 UD1                            | 26 octombrie 1971                           |
| (10260) 1972 TC                             | 4 octombrie 1972                            |
| (10987) 1967 US                             | 30 octombrie 1967                           |
| (11250) 1972 AU                             | 14 ianuarie 1972                            |
| (11436) 1969 QR                             | 22 august 1969                              |
| (11783) 1971 UN1                            | 26 octombrie 1971                           |
| (11784) 1971 UT1                            | 26 octombrie 1971                           |
| (14311) 1971 UK1                            | 26 octombrie 1971                           |
| (16351) 1971 US                             | 26 octombrie 1971                           |
| (20960) 1971 UR                             | 26 octombrie 1971                           |
| (24600) 1971 UQ                             | 26 octombrie 1971                           |
| 24601 Valjean                               | 26 octombrie 1971                           |
| (29076) 1972 TR8                            | 4 octombrie 1972                            |
| (37527) 1971 UJ1                            | 26 octombrie 1971                           |
| (58094) 1972 AP                             | 14 ianuarie 1972                            |
| # 1 împreună cu A. Kriete                   |                                             |